# Numismatik
Die Numismatik (von altgriechisch: νομισματική [τέχνη, μάθησις], zu νόμισμα, nómisma oder italogriechisch nú(m)misma „das Gesetzmäßige, das Gültige, die Münze“), auch Münzkunde genannt, ist die wissenschaftliche Beschäftigung mit Geld und seiner Geschichte. Oft wird das Sammeln von Münzen als Hobby ebenfalls Numismatik genannt. Bei den münzverwandten Objekten spricht man auch von Paranumismatik oder Exonumia.

## Gegenstand
Wichtigstes Objekt der Numismatik ist die Münze. Aber auch andere Geldformen wie Papiergeld, vormünzliche Zahlungsmittel (Prämonetär) und münzverwandte Objekte wie Medaillen, Jetons oder religiöse Medaillen bis hin zu tesserae (Wertmarken, beispielsweise Färbermarken) werden von der Numismatik untersucht.
Bei Epochen, aus denen wenige schriftliche Quellen überliefert sind, haben Münzen einen hohen Wert als Primärquellen zur Chronologie sowie zur Wirtschafts- und Kulturgeschichte. Dies gilt besonders für das griechische und römische Altertum und für Gebiete außerhalb der antiken Mittelmeerkulturen (etwa die Reiche der Parther und Skythen), aber auch für das Früh- und Hochmittelalter.
Für diese Perioden sind vor allem Münzfunde, also Münzen, die bei Ausgrabungen zusammen mit anderen Objekten gefunden werden oder als Schatzfunde zufällig entdeckt werden, nicht nur wichtige Datierungshilfen für die zeitliche Einordnung archäologischer Befunde, sondern eine erstrangige historische Quelle. Hier hat sich eine eigentliche Fundmünzennumismatik herausgebildet, die heute den dynamischsten und methodisch innovativsten Teil des Fachs bildet, denn bis heute vermehrt sich das Quellenmaterial der Münzfunde ständig. In jüngerer Zeit gewinnen auch die einzeln gefundenen Münzen (Einzelfunde, Verlustfunde) an Beachtung und werden bei Fundinventaren ebenfalls erfasst.
Seit dem Mittelalter ist die Numismatik mit der zunehmenden Dichte an schriftlichen Quellen besonders verzahnt mit der Geldgeschichte, für die es sowohl historische als auch volkswirtschaftliche Erscheinungsformen gibt. Einen gewissen Endpunkt für die Numismatik setzt die neueste Zeit mit der stark zurückgehenden Bedeutung des Münzgeldes.
Einerseits eine hochspezialisierte historische und archäologische Teildisziplin, hat die Numismatik andererseits zahlreiche Verbindungen zu Nachbarfächern wie der Wirtschafts- und Sozialgeschichte, der Kunstgeschichte oder der Namenkunde. Speziell im Rahmen des Faches Alte Geschichte ist Numismatik traditionell eine der wichtigsten Hilfswissenschaften.

## Methoden
Die Methoden der Numismatik im engeren Sinn sind vorwiegend an das Objekt, die Münze, gebunden; andere methodische Ansätze gehen von geldgeschichtlichen Fragestellungen aus. Münzen sind gleichförmige Massenprodukte, die in großer Zahl überliefert sind. Darin ähneln sie etwa der archäologischen Fundgruppe der Keramik. Dennoch ist jede Münze, bedingt durch die Produktionsweise, ein Individuum mit speziellen Merkmalen (Prägefehler, Materialfehler und Unregelmäßigkeiten), die für eine Auswertung verwendet werden können.
Die wichtigste numismatische Methode, die der Rekonstruktion der ursprünglichen Abfolge der Münzprägung dient, ist die Stempelanalyse. Sie gründet auf der Beobachtung, dass jede (zweiseitige) Münze aus einem Vorder- und einem Rückseitenstempel hergestellt ist. Die beiden Stempel, bei der Hammerprägung als Ober- und Unterstempel verwendet, nutzen sich ungleichmäßig ab. Der Oberstempel muss meist früher ersetzt werden als der Unterstempel. Das führt zu unterschiedlichen sog. „Stempelkombinationen“; die verschiedenen Kombinationen bilden aneinandergereiht die Stempelkette und diese wiederum entspricht der Reihenfolge bei der Produktion der einzelnen Münzen. Die Stempelanalyse wurde erstmals im 19. Jahrhundert verwendet und von Friedrich Imhoof-Blumer in die griechische Numismatik eingeführt. Heute wird die Stempelanalyse auch benutzt, um Zuschreibungen anonymer Münzen abzusichern sowie die quantitativen Bedeutungen von Münzemissionen zu beurteilen.
Daneben sind Typologie und Stilanalyse wichtige Methoden, um Chronologie und Zusammengehörigkeit von Münztypen zu erschließen. Die Grenzen all dieser Methoden liegen in der Tatsache, dass nur eine verschwindend geringe Zahl der ursprünglich geprägten Münzen überhaupt überliefert sind; Schätzungen aufgrund von Münzfunden lassen vermuten, dass wir heute nur mehr etwa 1 Promille der ursprünglich geprägten Münzen zur Verfügung haben. Als Grundmaße der Geldwirtschaft ist vor allem bei den Edelmetallmünzen außerdem deren Masse und Materialreinheit von wesentlicher Bedeutung (siehe auch Goldstandard, Silberstandard). Die Metrologie widmet sich durch Erfassung möglichst vieler Einzelgewichte der Frage, welche Gewichtsnorm jeweils angestrebt wurde. Von großem Interesse sind heute auch naturwissenschaftliche Untersuchungen wie Metallanalysen, die Aufschlüsse zur Herkunft des Münzmetalls geben, aber auch zu Fragen der Münzpolitik Auskunft geben können (etwa Veränderungen des Feingehalts im Rahmen von Abwertungen).
Die Fundmünzennumismatik beschäftigt sich weniger mit der einzelnen Münze als vielmehr mit Münzgruppen in Form der verschiedenen Kategorien von Münzfunden. Sie untersucht die Verteilung und geographische Verbreitung von Münztypen im Hinblick auf Fragen des Geldumlaufs und der Wirtschafts-, Verkehrs- und Handelsgeschichte (Wirtschaftsräume, Niederschlag von Handels- und Verkehrswegen etc.).
Numismatik befasst sich nicht nur mit der Bedeutung von Münzen zur Zeit ihrer Herstellung, sondern kann viele Phasen im „Leben“ einer Münze umfassen. Eine Objektgeschichtliche Betrachtung unterteilt grob in drei Phasen: Herstellung, Nutzung, Rezeption. Diese Phasen können weiter ergänzt oder unterteilt werden. Beispiele für besondere Ereignisse in der Nutzungsphase wären zum Beispiel die Überprägung oder die Gegenstempelung. Eine Unterbrechung der Nutzungsphase könnte in einer Hortung liegen, vor allem dann, wenn der Hort in Vergessenheit gerät und erst als Münzfund wiedererschlossen wird. Die Rezeption einer Münze beginnt im Regelfall erst nach dem Ende ihrer Nutzungsphase, wenn sie identifiziert, beschrieben, in eine Sammlung eingefügt und gegebenenfalls auch ausgestellt oder publiziert wird.

## Forschung und Lehre
Neben der Museumswissenschaft liefern auch gelehrte Sammler, die oft zu den besten Kennern ihrer jeweiligen Spezialgebiete gehören, wichtige Beiträge zur Forschung, meist in Form von Detailstudien oder Münzkatalogen.
Die moderne interdisziplinär arbeitende Numismatik stützt sich nicht nur auf Münzen, sondern auf eine Quellenvielfalt, zu der auch schriftliche Quellen und Münzfunde gehören. Sie wird in Deutschland nicht nur an Museen, sondern auch an Universitäten und außeruniversitären Wissenschaftseinrichtungen intensiv betrieben. Vor dem Hintergrund des besonders für Deutschland charakteristischen fruchtbaren Pluralismus großer und sehr effektiv arbeitender kleiner Institute ist vor allem die Numismatische Kommission der Länder in der Bundesrepublik Deutschland zu nennen, die 1950 als deutsche Numismatische Kommission (NK) gegründet wurde. In der DDR fand 1969 die erste Zentrale Numismatische Tagung in Magdeburg statt. Daher spricht man heute diesbezüglich vielfach auch von der „Trias“ Münzkabinett (Museum), Universität und Münzhandel.
Im traditionellen Fächerkanon der universitären Bildung wird die Numismatik als Teil der Historischen Hilfswissenschaften angesehen und entsprechend an den Universitäten im Rahmen der Geschichte und der klassischen Altertumswissenschaften betrieben. Die Numismatik ist dort bis heute eher randständig geblieben: Im deutschsprachigen universitären Raum gibt es einzig das Institut für Numismatik und Geldgeschichte an der Universität Wien. Im Zuge der Einführung einer europäisch einheitlichen Studienstruktur wird seit 2008 das bisherige Hauptfach Numismatik und Geldgeschichte in Wien nur noch als Nebenfach (Erweiterungscurricula im Bachelor-Studium, individuelles Master-Studium) angeboten.
An verschiedenen Universitäten, in Deutschland etwa in Berlin, Dresden, Göttingen, Marburg, München, Münster und Tübingen, gibt es regelmäßige Lehrangebote und z. B. in München auch die Möglichkeit, einen numismatischen Schwerpunkt im Magisterabschluss oder der Promotion zu legen. In Köln kann Numismatik der Antike im Rahmen eines Magisterstudienganges als Nebenfach belegt werden. An der Johann Wolfgang Goethe-Universität in Frankfurt a. M. gehört die antike Numismatik zum Lehrstuhl für Archäologie und Geschichte der Römischen Provinzen und Hilfswissenschaften der Altertumskunde. An der Eberhard Karls Universität Tübingen ist die antike Numismatik fester Bestandteil der Ausbildung in Klassischer Archäologie: Für den Bachelor- (BA) und Master-Studiengang (MA) sind numismatische Module mit Vorlesung und Hauptseminar verpflichtend zu absolvieren, numismatische Abschlussarbeiten sind für BA und MA sowie als Promotion möglich. Für die Schweiz sind hier die Universitäten Basel und Zürich, in Österreich noch die Universität Salzburg zu nennen.

## Geschichte
Wenn man den Beschreibungen des römischen Geschichtsschreibers Sueton (70–140 n. Chr.) glauben darf, war Kaiser Augustus einer der ersten, der bereits vor mehr als 2000 Jahren „alte königliche und ausländische Münzen“ sammelte. Es gibt auch Hinweise auf andere Sammlungen und Sammler in römischer Zeit; anders als bei Kunstwerken stand aber beim Münzsammeln der ästhetische Genuss wohl noch nicht im Vordergrund.
Die ersten Versuche, sich wissenschaftlich mit Münzen zu beschäftigen, datieren zurück in das 14. und 15. Jahrhundert. Das macht die Numismatik zu einer der ältesten Hilfswissenschaften überhaupt. Aus dieser Zeit kennt man etwa den Dichter Petrarca und den Bischof Stephan von Neidenburg, von denen jeder eine umfangreiche Sammlung historischer Münzen oder, wie es damals hieß, „Münzen aller Länder“ besaß. In Deutschland gehörten die aufstrebenden Landesfürsten zu den ersten bedeutenden Münzsammlern. So gehen große Münzkabinette wie die Staatliche Münzsammlung in München, das Münzkabinett der Kunstsammlungen in Dresden, das Münzkabinett des Württembergischen Landesmuseums und das Berliner Münzkabinett in ihrem Kern auf solche Fürstensammlungen zurück.
In Österreich war eine Münzsammlung schon im 16. Jahrhundert Teil der Kunstkammer der Habsburger-Kaiser; besonders Rudolf II. erwarb eine große Zahl von Münzen. In der Schweiz stehen die Bürgerbibliotheken des 16. Jahrhunderts am Beginn der späteren Münzkabinette. Nur in Basel sind diese Anfänge mit einer bestimmten Person, dem Humanisten und Sammler Basilius Amerbach, verknüpft.
In der ersten Hälfte des 19. Jahrhunderts entstanden auch zunehmend regionale Münzkabinette, die von den neu entstehenden Geschichtsvereinen getragen wurden und ebenfalls Bedeutung für die Forschung erlangten. Die Numismatik ist seitdem eine typische Museumswissenschaft geworden, weil sinnvolle Arbeit meist nur nahe am Quellenmaterial, den Münzen, möglich ist. Die großen öffentlichen Münzsammlungen waren daher stets auch Zentren der Forschung und sind Initiatoren großer Katalog- und Überblickswerke. Zu den weltweit bedeutendsten Münzsammlungen gehören, neben London, Paris, St. Petersburg und New York, auch das Münzkabinett der Staatlichen Museen zu Berlin (Preußischer Kulturbesitz) und das Münzkabinett des Kunsthistorischen Museums in Wien. In der Schweiz gibt es keine vergleichbar große Sammlung, dafür eine große Dichte von mittleren und kleineren Münzkabinetten.

## Institute

### Deutschland
- Arbeitsstelle für Papyrologie – Epigraphik – Numismatik der Nordrhein-Westfälischen Akademie der Wissenschaften, begründet von Reinhold Merkelbach, (gegenwärtig 2009) geleitet von Jürgen Hammerstaedt
- Institut für Archäologische Wissenschaften, Abt. II an der Goethe-Universität Frankfurt am Main (Archäologie und Geschichte der römischen Provinzen sowie Archäologie von Münze, Geld und von Wirtschaft der Antike, geleitet von Hans-Markus von Kaenel)
- Forschungsstelle für islamische Numismatik (FINT), wissenschaftliche Einrichtung an der Universität Tübingen, 1990 gegründet und zur Abteilung für Orient- und Islamwissenschaft des Asien-Orient-Instituts gehörend

### Österreich
- Institut für Numismatik und Geldgeschichte der Universität Wien[5]

## Sammlungen

### Deutschland
- Münzkabinett in Berlin mit über 540.000 Objekten[6]
- Münzkabinett (Dresden)
- Münzkabinett im Schloss Friedenstein in Gotha
- Orientalisches Münzkabinett Jena
- Staatliche Münzsammlung München
- Museum der Staatlichen Münze Berlin[7]
- LWL-Museum für Kunst und Kultur in Münster mit etwa 130.000 Objekten
- Münzkabinett im Rheinischen Landesmuseum Trier mit dem Trierer Goldschatz von 1993[8]
- Münzsammlung des Städtischen Gustav-Lübcke-Museums in Hamm eine der ältesten und größten in Westfalen mit ca. 30.000 Exponaten.
- Landesmünzkabinett Sachsen-Anhalt, Halle (Saale), Stiftung Moritzburg
- Geldmuseum der Deutschen Bundesbank
- Münzkabinett des Akademischen Kunstmuseums der Rheinischen Friedrich-Wilhelms-Universität Bonn[9]
- Antike Münzen – Münzsammlung des Institut für Klassische Archäologie der Eberhard Karls Universität Tübingen im Schlossmuseum Hohentübingen (Museum der Universität Tübingen (MUT))
- Islamische Münzen – Münzsammlung der Forschungsstelle für Islamische Numismatik (FINT) der Eberhard Karls Universität Tübingen; die Sammlung umfasst über 80.000 Münzen, die in der Schriftenreihe Sylloge Numorum Arabicorum Tübingen publiziert werden
- Münzkabinett des Germanischen Nationalmuseums – Leibniz-Forschungsmuseum für Kulturgeschichte in Nürnberg[10]

### Niederlande
- Het Koninklijk Penningkabinet (1816–1986 in Den Haag, 1986–2004 in Leiden)

### Österreich
- Münzkabinett im Kunsthistorischen Museum Wien
- Münzkabinett des Universalmuseums Joanneum
- Geldmuseum der Oesterreichischen Nationalbank rund 200.000 Objekte davon ca. 30.000 Münzen, Sammlungschwerpunkt liegt aber auf österreichischem Papiergeld

### Schweiz
- Münzkabinett und Antikensammlung der Stadt Winterthur
- Münzkabinett des Schweizerischen Nationalmuseums
- Münzkabinett des Historischen Museums Basel
- Münzkabinett des Bernischen Historischen Museums
- Münzkabinett des Musée Cantonal d’Archéologie et d’Histoire in Lausanne
- Münzkabinett des Musée d’Art et d’Histoire de Neuchâtel
- Münzkabinett des Musée d’Art et d’Histoire de Genève
- Münzkabinett des Rätischen Museums Chur

### International
- Argentinien – Casa de Moneda de la República Argentina
- Aruba – Museo Numismático Aruba
- Armenien – History Museum of Armenia
- Bahrain – Central Bank of Bahrain Currency Museum
- Belgien – Museum der Belgischen Nationalbank
- Brasilien – Central Bank Museum
- China – China Numismatic Museum
- Costa Rica – Museos del Banco Central de Costa Rica
- Curacao – Money Museum Curacao
- Dänemark – Dänisches Nationalmuseum
- Dominikanische Republik – Museo Numismático y Filatélico
- Estland – The Eesti Pank Museum
- Finnland – Bank of Finland Museum
- Frankreich – Cabinet des Médailles und Musée de la Monnaie de Paris
- Georgien – National Bank of Georgia – Museum of Money
- Griechenland – Numismatisches Museum Athen
- Indien – Nationalmuseum Neu-Delhi
- Island – The Central Bank and National Museum Numismatic Collection
- Israel – Israel-Museum
- Italien – Banca d’Italia Museo della Moneta
- Jamaika – Money Museum
- Japan – Currency Museum
- Kanada – Musée de la monnaie
- Kolumbien – Casa de Moneda de Colombia
- Korea – Bank of Korea Museum
- Kuba – Museo Numismatico de la Habana
- Libanon Nord-Libanon & Akkar Museum
- Litauen – Museum der Lietuvos Bankas
- Marokko – Musée de la Monnaie
- Mexiko – Museo Interactivo de Economía
- Mexiko – Numismatische Sammlung der Banco de Mexico
- Philippinen – Money Museum
- Portugal – Museum of the Banco de Portugal
- Rumänien – The NBR Museum
- Russland – Eremitage (Sankt Petersburg)
- Schweden – Münzkabinett der Universität Uppsala
- Slowakei – Museum of Coins and Medals Kremnica
- Thailand – Pavilion of Regalia, Royal Decorations and Coins
- Uruguay – Museo Numismático
- USA – National Museum of American History
- Vatikan – Vatikanische Museen
- Venezuela – Banco Central de Venezuela – Sala Numismática
- Vereinigtes Königreich – Britisches Museum und Bank of England Museum

## Gesellschaften

### Deutschland
- Deutsche Numismatische Gesellschaft e. V. (gegründet 1951)
- Gesellschaft für Internationale Geldgeschichte e. V. (gegründet 1965)
- Numismatische Gesellschaft zu Berlin e. V. (gegründet 1843)
- Numismatische Gesellschaft zu Hannover e. V. (gegründet 1859)

### Österreich
- Österreichische Numismatische Gesellschaft, Wien
- Tiroler Numismatische Gesellschaft Sitz in Hall i. Tirol

### Schweiz
- Schweizerische Numismatische Gesellschaft
- Inventar der Fundmünzen der Schweiz

### USA
- American Numismatic Association
- American Numismatic Society

### International
- International Numismatic Council, Conseil international de numismatique
- International Association of Professional Numismatists

### Bibliografien
- Johann Christoph Hirsch:  Bibliotheca numismatica exhibens catalogum auctorum qui de re monetaria et numis tam antiquis quam recentioribus. scripsere collecta et indice rerum instructa a Joh. Christ. Hirsch, Felsecker, Nürnberg 1760.
- Johann Gottfried Lipsius: I. G. Lipsii Bibliotheca numaria sive catalogus auctorum qui usque ad finem seculi XVIII de re monetaria aut numis scripserunt. Leipzig: Schäfer, 1801. Reprint Mansfield Centre, Conn., Martino 2000.
- Johann Jakob Leitzmann: Verzeichniß sämmtlicher seit 1800 bis jetzo (1860) erschienenen numismatischen Werke als Fortsetzung der Bibliotheca numaria von J. G. Lipsius. Grossmann’sche Buchhandlung, Weißensee 1841 (2. Aufl. 1867).
  - Johann Jakob Leitzmann und Johann Gottfried Lipsius: A bibliography of numismatic books printed before 1800. With the suppl. to 1866 by J. Leitzmann. First publ. 1801 and 1867, reprint Drury, Colchester 1977.
- Philip Grierson: Bibliographie numismatique. Bruxelles: 2. Aufl. 1979 (Cercle d’études numismatiques. Travaux 9).
- Elvira E. Clain-Stefanelli: Numismatic Bibliography. Battenberg, München 1984, ISBN 3-87045-938-7, Saur, München-New York-London-Paris 1984, ISBN 3-598-07507-3.

### Einführungen/Übersichtswerke

#### Antike
- Florian Haymann: Antike Münzen sammeln. Einführung in die griechische und römische Numismatik, Exkurse zu Kelten und Byzantinern. Regenstauf: Gietl Verlag, ISBN 978-3-86646-132-1.
- Peter Franz Mittag: Griechische Numismatik. Eine Einführung. Heidelberg: Verlag Antike, ISBN 978-3-938032-85-5.
- Christopher Howgego: Geld in der Antiken Welt: Was Münzen über Geschichte verraten. Darmstadt: Wissenschaftliche Buchgesellschaft, 2000, (engl. Originalausgabe Ancient History from Coins. Routledge, London 1995).
- Robert Göbl: Antike Numismatik. 2 Bde. München: Battenberg 1978, ISBN 3-87045-144-0.
- Maria R.-Alföldi: Antike Numismatik. 2 Bde. Mainz: Philipp von Zabern (Kulturgeschichte der antiken Welt, Bd. 2/3), 1978; Bd. 2: 2. verbesserte Aufl. 1982, ISBN 3-8053-0230-4 und ISBN 3-8053-0335-1.
- Hélène Nicolet-Pierre: Numismatique grecque. Armand Colin, Paris 2002, ISBN 2-200-21781-1.
- Andrew Burnett: Coinage in the Roman World. Seaby, London 1987, ISBN 0-900652-85-3.

#### Mittelalter/Neuzeit
- Arnold Luschin von Ebengreuth: Allgemeine Münzkunde und Geldgeschichte des Mittelalters und der neueren Zeit. Oldenburg, Berlin 1926; Nachdruck 1973 und 1976, ISBN 3-486-47224-0.
- Hans Gebhart: Numismatik und Geldgeschichte (= Studienführer, Gruppe 1: Kulturwissenschaft, Band 2). Winter, Heidelberg 1949, DNB 451452909.
- Philip Grierson: Münzen des Mittelalters. Office du livre, Fribourg 1976.
- Niklot Klüßendorf: Numismatik und Geldgeschichte: Basiswissen für Mittelalter und Neuzeit. Hahnsche Buchhandlung, Peine 2015, ISBN 978-3-7752-5968-2.
- Peter Spufford: Money and its Use in medieval Europe. Cambridge University Press, Cambridge 1988, ISBN 0-521-30384-2 (englisch).
- Michael North: Das Geld und seine Geschichte: Vom Mittelalter bis zur Gegenwart. C.H. Beck, München 1994, ISBN 3-406-38072-7.
- Bernd Sprenger: Das Geld der Deutschen: Geldgeschichte Deutschlands. 3. aktualisierte und erweiterte Auflage, Schöningh, Paderborn 2002, ISBN 3-506-78623-7.
- Sebastian Steinbach: Numismatik: Eine Einführung in Theorie und Praxis, Stuttgart 2021. ISBN 978-3-17-041008-4.

### Lexika
- Friedrich v. Schrötter (Hrsg.): Wörterbuch der Münzkunde. De Gruyter, Berlin/Leipzig 1930; 2., unveränderte Auflage, Berlin 1970 (Nachdruck der Originalausgabe von 1930).
- René Sedillot: Toutes les Monnaies du Monde. Paris 1955.
- Michael North (Hrsg.): Von Aktie bis Zoll: Ein historisches Lexikon des Geldes. C.H. Beck, München 1995, ISBN 3-406-38544-3.
- Wolfgang Trapp: Kleines Handbuch der Münzkunde und des Geldwesens in Deutschland, Verlag Philipp Reclam jun., Stuttgart 1999, ISBN 3-15-018026-0.
- Michel Amandry (Hrsg.): Dictionnaire de numismatique. Larousse, Paris 2001, ISBN 2-03-505076-6.
- Helmut Kahnt: Das große Münzlexikon von A bis Z. Gietl-Verlag, Regenstauf 2005, ISBN 978-3-89441-550-1.